# ドナウ連邦構想
ドナウ連邦構想（ドナウれんぽうこうそう）とは、オーストリア・ハンガリー・チェコ・スロバキアなどの中央ヨーロッパ（中欧）に位置するドナウ川流域の諸国で連邦国家を構成しようとする構想である。歴史的には民族主義が高揚したハプスブルク帝国末期から論じられるようになり、これまでに多種多様な地域統合案が生み出されている。

## 概要
民族主義の高揚を背景として、ハプスブルク帝国末期から論じられるようになった連邦国家構想である。「中欧連邦構想」と呼ばれることもあるが、同じ中欧に属する国でも基本的にドイツは含まれず、あくまでオーストリア以東のドナウ川流域の諸国のみを対象とする。なお、ドイツを含むものとしては、かつて大ドイツ主義や小ドイツ主義とともに提案された「中欧帝国構想」があった。
オーストリア主体の連邦構想の中では、アウレル・ポポヴィッチが1906年に独語で発表した著作『大オーストリア合衆国』（ドイツ語: Vereinigte Staaten von Groß-Österreich）が特に著名である。この種の構想としては、他に「ドナウ合州国」（ハンガリー語: Dunai Egyesült Államok）などがある。
オーストリアを排除してハンガリー主体の連邦国家を構築する「ドナウ連邦構想」（ハンガリー語: Dunai Szövetség）、スイスを模範として聖イシュトヴァーンの王冠の地を連邦体制とする「東のスイス構想」（ハンガリー語: keleti svájc）など、複数の連邦化構想が提案されたが、いずれも実現することはなかった。

## 歴史

### コシュートの「ドナウ連邦」構想

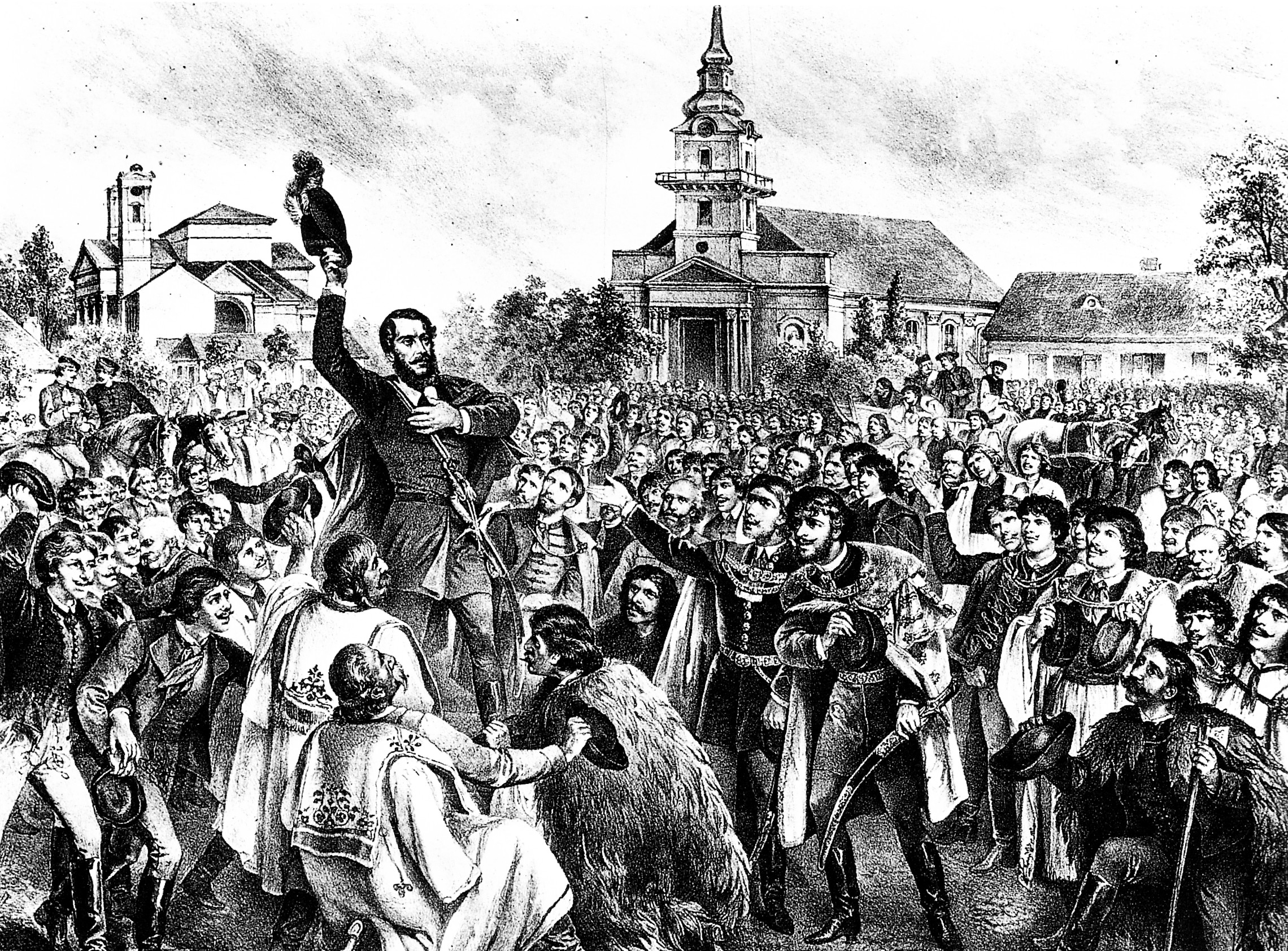
オーストリア帝国からの独立のために人々に決起を呼びかけるコシュート・ラヨシュ（1848年）。

オーストリア帝国は、ドイツ人・ハンガリー人・チェコ人・クロアチア人・ポーランド人・イタリア人など、非常に多くの民族を抱えた多民族国家であった。ハンガリーの下級貴族コシュート・ラヨシュは、ハプスブルク家の支配から完全に独立したうえで、オーストリアを除外してハンガリー主体の「ドナウ連邦」を樹立しようとした。
1848年、自由主義的な中小貴族の代表としてコシュートはハンガリー革命の指導者の一人となるが、オーストリアとロシア帝国の援軍によって革命運動は鎮圧され、亡命を余儀なくされた。1862年、コシュートは亡命先のミラノで「ドナウ連邦」（ハンガリー語: Dunai Szövetség）構想を発表し、オーストリアからの独立とハンガリー国家再建案を明らかにした。この案においてコシュートは、ハンガリーがオーストリア以外の近隣諸民族と結んでドナウ川流域を連邦化することによって、一気にヨーロッパ諸大国と肩を並べる勢力に成長することを目指した。連邦化しなかった場合、大国に挟まれているハンガリーはどちらかの陣営に与することでしか生き残ることができないとコシュートは考えたのである。
結局コシュートの構想は退けられ、オーストリア＝ハンガリー帝国が成立することになるが、アウスグライヒまでのハンガリーでは完全独立（ドナウ連邦）派と帝国内妥協派の二派が存在していた。自由主義的な中貴族を基盤とするグループは「ドナウ連邦」構想を支持し続けたが、自由主義的富裕貴族および中貴族右派を含む広範な層は、平和的にオーストリア帝国からの譲歩を勝ち取ったほうが賢明だと考えるようになった。ハンガリーの資本主義化した大地主が経済的にオーストリア資本を必要としていたうえ、ロシア帝国によるポーランドの1月蜂起の弾圧が汎スラヴ主義の脅威をかき立てたのである。また、ハンガリー王冠領の領土的一体性を損なう危険があるとして、ハンガリー大中貴族がコシュートらの連邦化計画を拒絶したことも、ハンガリー主体の「ドナウ連邦」構想に決定的打撃を与えた。

### 「三重帝国」構想

オーストリア＝ハンガリー帝国内の民族分布図（1910年）。
ドイツ人
ハンガリー人
チェコ人
スロバキア人
ポーランド人
ルテニア（ウクライナ）人
スロベニア人
セルビア人・クロアチア人
ルーマニア人
イタリア人ドイツ人は総人口の半分に満たず、ハンガリー人もハンガリー王国の半分ほどの人口しかなかった。

1866年の普墺戦争に大敗北を喫した後、オーストリア帝国の威信は低下し、帝国政府に対する諸民族の自治要求の気運がますます高揚しつつあった。諸民族は自治要求こそすれども、ハプスブルク家からの完全独立は要求しなかった。ドイツ帝国とロシア帝国という強国に挟まれたこの地域では、小国が存続することは不可能に思われたため、ハプスブルク君主国の範疇での権利獲得という選択肢以外は（ハンガリーを除いて）ほとんど考えられることはなかった。またイタリア統一戦争によってイタリア北部の領土を喪失し、北部の統一ドイツ国家からも締め出されてしまったオーストリア帝国の関心は、必然的に東側のドナウ川流域に向けられることとなった。すなわち「ドナウ帝国」観念の浮上である。
オーストリア皇帝フランツ・ヨーゼフ1世は、ハンガリー貴族たちの要求に応えてアウスグライヒを実行し、オーストリア帝国からハンガリー王国領を分離した。フランツ・ヨーゼフ1世は聖イシュトヴァーンの王冠を戴いてハンガリー王位に就くことで、1867年5月29日に「オーストリア＝ハンガリー帝国」を成立させた。二重帝国の中央官庁として共同外務省と共同財務省が設置されたが、外交・軍事・財政以外の内政権は完全に認められるなど、形式的にはハンガリーは独立王国となった。一民族のみが優位を獲得したことで、諸民族のハンガリー人に対する反発が高まったが、彼らは同時に自らも妥協を勝ち取ろうと工作を開始した。

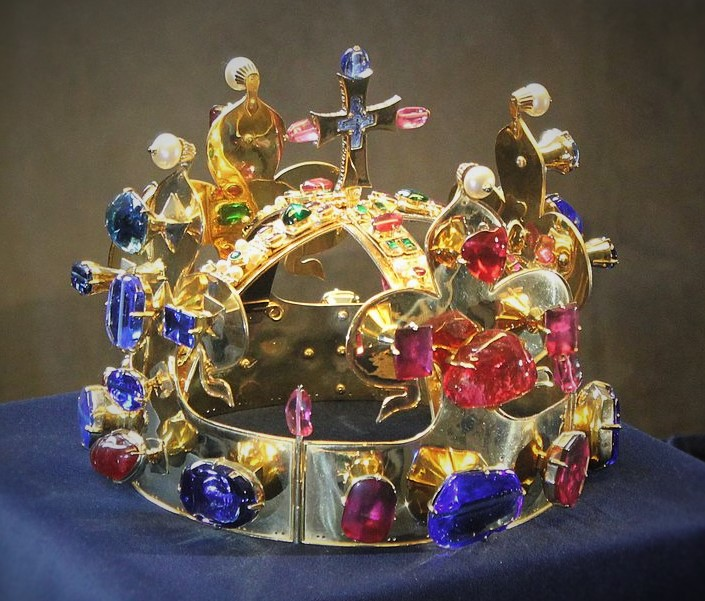
聖ヴァーツラフの王冠の複製品。神聖ローマ皇帝カール4世が、自らをチェコの英雄ヴァーツラフ1世の後継者であることを印象付けようとして作らせた。ボヘミア王権の象徴である。

アウスグライヒ直後の1867年12月に制定された新憲法では、「諸民族の平等」が規定された。1871年、ハンガリーに採られたものと同様の措置を要求するボヘミアのチェコ人たちに対し、皇帝フランツ・ヨーゼフ1世ならびにドイツ人の優位性を維持しながら自由主義的な中央集権体制を目指す「ドイツ人自由派」に属する首相カール・ジークムント・フォン・ホーエンヴァルトは、聖ヴァーツラフの王冠のもとにボヘミア王国の独立を承認しようとした。
フランツ・ヨーゼフ1世のボヘミア国王としての戴冠式の実施も決定され、実現すれば「オーストリア＝ハンガリー＝ボヘミア三重帝国」が樹立されるはずだったが、この戴冠式はハンガリー首相アンドラーシ・ジュラ伯爵の猛反対に遭って断念された。ハンガリー人はハンガリー国内総人口の半分程度しか占めておらず、ハンガリー国内でのスラヴ民族の地位向上に繋がってしまう恐れがあり、またスラヴ民族の盟主としてロシア帝国の介入を促す恐れもあったためと考えられている。実際に適用されたのはハンガリーのみに留まったが、この時期のオーストリア帝国による一連の「妥協」の動きは、同君連合への移行という形での帝国連邦化計画だったといえる。

### フランツ・フェルディナント大公の帝国改編構想

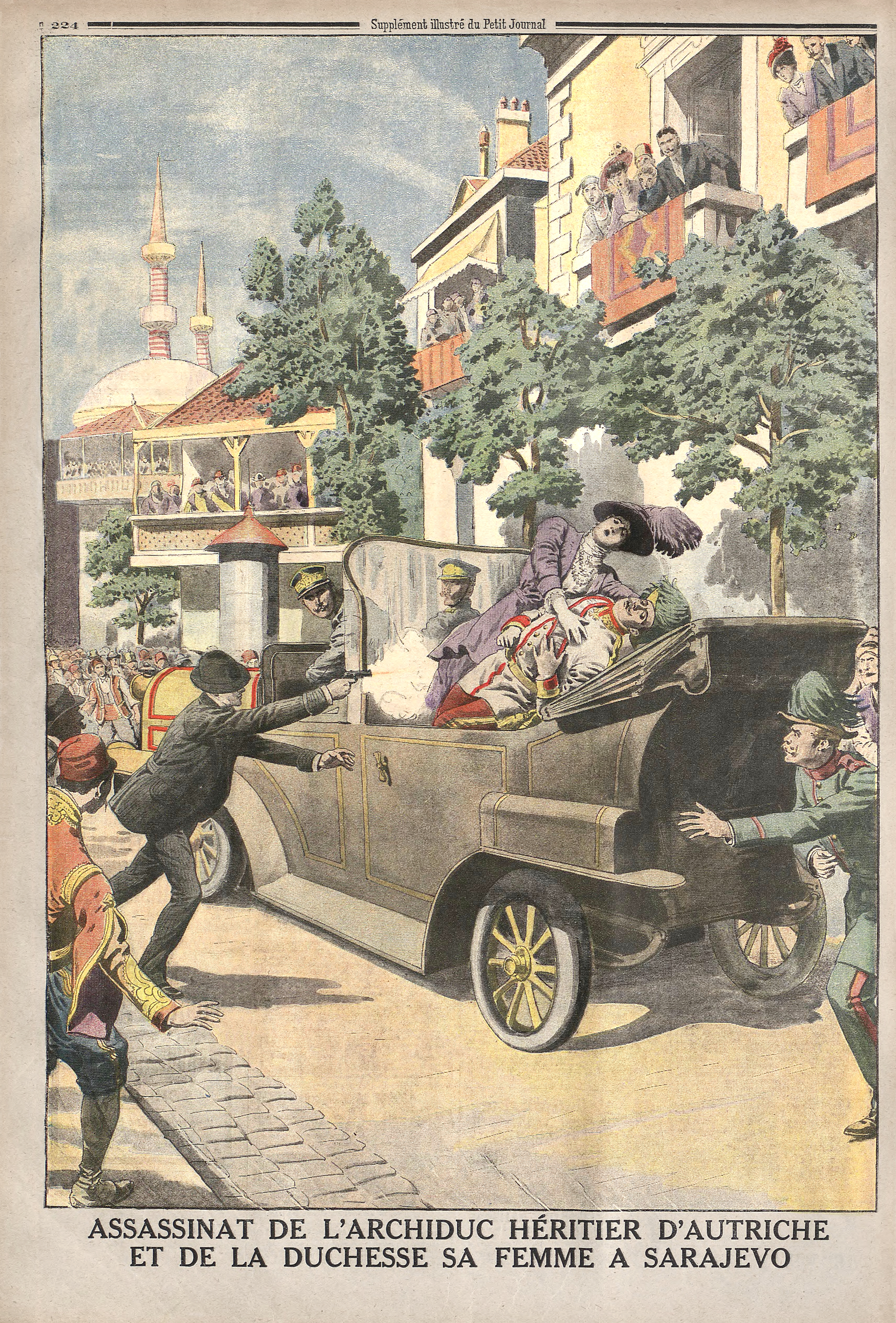
フランツ・フェルディナント大公の暗殺 / ハンガリー国内では、大公のようなハンガリー人の権利を脅かす皇位継承者は不信感を持たれていた。帝国議会議員レートリヒは次の発言を残している。「あっち（ハンガリー）ではよく耳にするよ。『ハンガリー人の神様が、哀れなセルビア野郎に発砲するよう仕向けたんだ』とね」

フランツ・ヨーゼフ1世は「三重帝国」計画を断念せざるをえず、また年齢を重ねるにつれて保守的になっていき、晩年には三重帝国を認める気はなくなった。しかし、皇位継承者であるフランツ・フェルディナント大公は、ボヘミアの伯爵令嬢ゾフィー・ホテクを妃としただけあって親スラヴ的な傾向があり、また帝国においてすでに高い地位を占めているにもかかわらず諸々の要求をするハンガリーを嫌悪していた。
フランツ・フェルディナント大公と「ベルヴェデーレ・サークル」と呼ばれる大公の仲間たちは、皇位を継承した際の帝国改編について以下の3つの案を持っていたとされる。
- ハンガリーに男子普通選挙を導入し、議会においてハンガリー人が過大に代表されている状態を是正する
- 「二重帝国」の枠組みを廃し、集権的な大オーストリア国家を創出する
- ハンガリー人以外の国民にも個別に妥協し、局地的な再編を行う

ベルヴェデーレ・サークルに所属していたアウレル・ポポヴィッチが1906年に発表した『大オーストリア合衆国』（ドイツ語: Vereinigte Staaten von Groß-Österreich）という書物は、当時のベストセラーとなった。この本では、君主国全体を民族集団の分布に応じて15の「半主権的州（halbsouveräne Staaten）」に区分することが想定された。1911年、ベルヴェデーレ・サークルに所属していたミラン・ホッジャは、フランツ・フェルディナント大公に宛てた覚書の冒頭で「皇位継承後すぐの段階で、クーデタ（Štátny prevrat）あるいは漸進的な改革によって二重主義を撤廃し、『ハンガリー人分離主義者の野望』を打破すべき」と書いている。皇位継承者の周囲はこうした思想の人物で固められており、皇位継承者自身も、完全に同一とまではいかなくとも彼らと類似の思想を持っていたのである。
1914年春に84歳のフランツ・ヨーゼフ1世が危篤状態に陥った時、すぐさまフランツ・フェルディナント大公はベルヴェデーレ・サークルのメンバーを招集し、崩御の際の対応策を協議した。ハンガリーについては連邦化と男子普通選挙の導入が予定され、ハンガリー議会が改革を拒否した場合には勅令で導入することも検討された。皇帝が快復したことにより、ベルヴェデーレ・サークルのプランは幻のまま終わった。それからわずか数か月後にサラエボ事件でフランツ・フェルディナント大公は暗殺され、ベルヴェデーレ・サークルはその役目を終えることになる。

### ハプスブルク君主国の解体
1914年7月14日、サラエボ事件によって勃発した第一次世界大戦は、開戦当初は帝国内の少数民族を結束させたが、国民生活が困窮に追い込まれた大戦末期にはむしろ分離・独立を志向させるようになった。1917年にロシア革命が勃発したこと、および戦争末期のドイツ帝国の相次ぐ敗退は、これまで両強国に挟まされていた諸民族の自治要求運動の方向を転換させていった。10月16日、皇帝カール1世は帝国連邦化の勅令を出したが、10月末には諸民族はこれを退けて次々と独立を宣言していった。
オーストリアと新たな諸独立国は別個の道を歩み始めたが、ハンガリーでは独立ばかりが論じられていたわけではなかった。諸民族は歴史的・経済的・地理的に密接に結びついており、あえて分断すれば各国間に新たな少数民族問題を抱え込むことになる、とブルジョア急進党党首ヤーシ・オスカールらが主張した。コシュート・ラヨシュが1862年に述べた「連邦化を行わないハンガリーは二・三流の勢力にすぎないが、連邦化するならば一挙にヨーロッパの大国に成長するだろう」という大国化の理念に基づき、ハンガリーが中心となって「ドナウ連邦」を実現させることが考えられていたのである。
またスイスに亡命した皇帝カール1世も、ハプスブルク家とドナウ流域諸国の未来を考え、以下の見解を持っていた。

### 冷戦前夜の「ドナウ連邦」構想

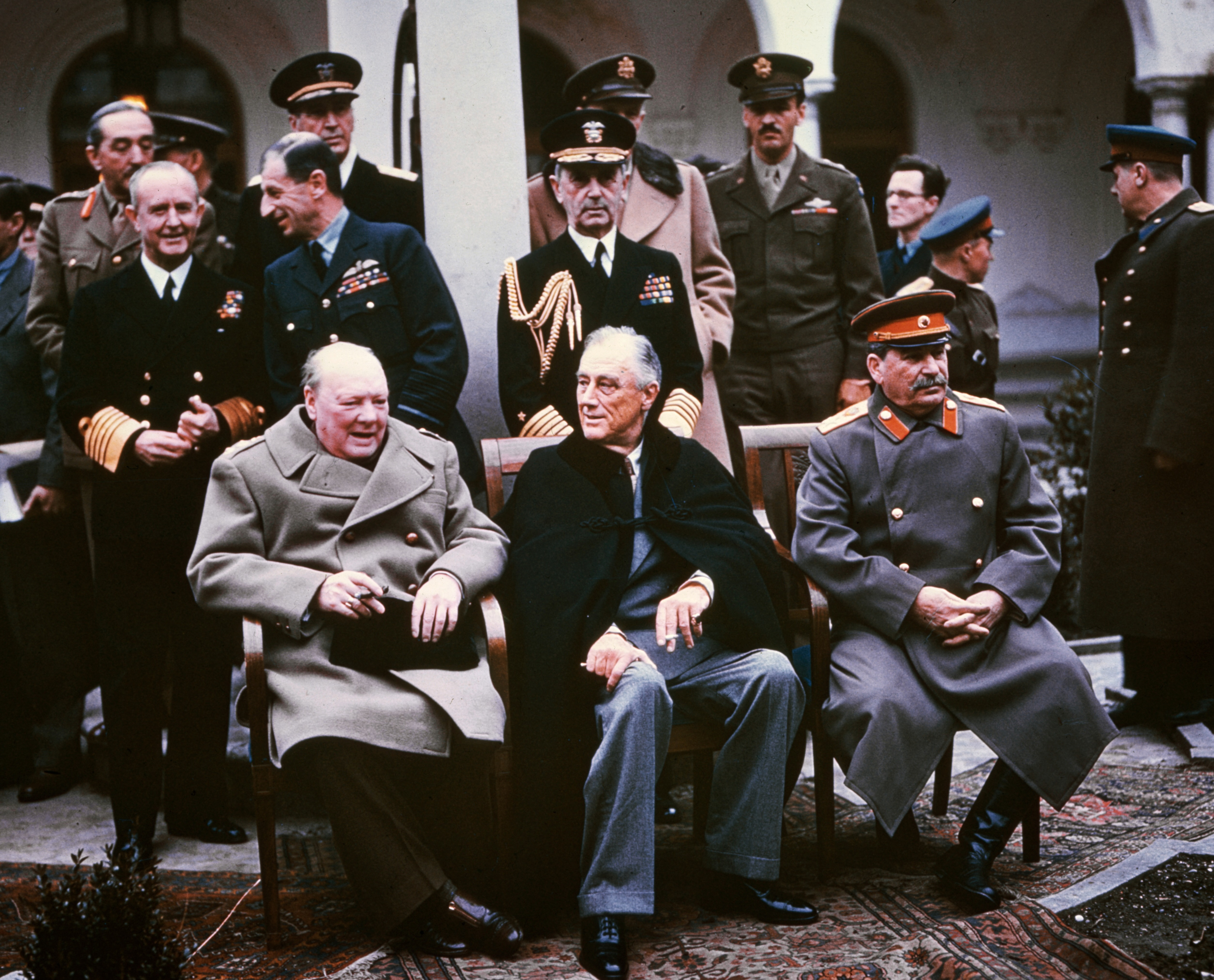
英国のチャーチル首相（中央ソファー左）は、連合国首脳会談の場で繰り返し「ドナウ連邦」の実現を主張した。写真はヤルタ会談のもの。

第二次世界大戦が勃発した当初は、小国が乱立することによって中欧情勢が不安定化したという認識が支配的であった。当事国の指導者だけでなく、亡命者を受け入れる立場となった連合国側もこの地域の連邦化を積極的に支持した。やがて大戦後期になるとソビエト連邦がナチス・ドイツに対する攻勢を強め、中欧地域におけるソ連の影響力が増大した。このため小国乱立による不安定な情勢の解消よりも、もっぱら中欧の共産主義化を防ぐ手段として連邦を作ろうとする動きが活発になった。
ソ連による中欧支配の危険を察知したウィンストン・チャーチル英首相は、考えられるソ連支配に対抗する平衡力として中欧に連合組織を準備したいと考えた。1941年6月以後、イギリスとソ連の間でオーストリアの戦後についての話し合いの場が持たれたが、この会談においてイギリスは2種類の連合形成案による解決を提唱した。
- ドイツからバイエルンとラインラントを切り離し、オーストリアと結びつける案（カトリック系ドイツ民族の集合体）
- ウィーンを首都とする「ドナウ連邦」を形成する案（ハプスブルク君主国の歴史的共同体）

鉄のカーテンで西欧と東欧に分断され、「中欧」が消えた冷戦期のヨーロッパ。結局は中欧に連邦が作られることはなく、オーストリアが自由主義陣営に、ユーゴスラヴィアが中立に、残りのドナウ流域諸国は共産主義陣営となってしまう。

ソ連のヨシフ・スターリン書記長は、後者のドナウ連邦が反ソ的な性質のものになるだろうと判断して前者を支持したが、イギリスは大戦が終結するまでひたすらドナウ連邦の実現を主張した。1943年のテヘラン会談において、チャーチルはバイエルン・オーストリア・ハンガリー・ラインラントの連合を提案した。チャーチルはこの考えを、1944年10月のスターリンとのモスクワ会談や1945年2月のヤルタ会談で繰り返し述べている。
オーストリア＝ハンガリー帝国の元皇太子オットー・フォン・ハプスブルクも「ドナウ連邦」論者の一人で、チャーチルのドナウ連邦案に対して賛意を表明した。オットー大公は、彼による君主制のもとにオーストリア・ハンガリー・ルーマニア・ボヘミア・モラヴィア・スロヴァキア、そしてもしかしたらクロアチアから成る「ドナウ連邦」を形成することを亡命先のアメリカで提唱した。ハプスブルク継承諸国のすべての亡命政府と政治的指導者は王政復古に激しく反対したが、チャーチルとフランクリン・ルーズベルト米大統領はオットー大公の提案について考慮した。
戦間期のチェコスロヴァキアで首相を務めた、かつての「ベルヴェデーレ・サークル」の一員ミラン・ホッジャも、『中欧連邦：省察と回想』と題する英語の本を出版し、ソ連とドイツの間に位置する八カ国の連邦化を訴えた。チェコ人やスロヴァキア人といった中欧の小国民が二大国の狭間で生き延びるためには、農民民主主義を基盤とする安定した政治体制を構築し、かつバルト海からエーゲ海に至る「回廊地帯（corridor）」の連邦を樹立するべきというのがホッジャの主張であった。
なお、オットー大公とホッジャが結託して君主国の復活を画策しているといった噂も流れたが、ホッジャは『中欧連邦』において連邦制への円滑な移行のために君主制を採用する可能性は排除しないとしつつ、ニューヨーク・タイムズのインタビューではハプスブルク王朝の復活はありえないと主張した。いずれにせよ、チェコスロヴァキア亡命政府での主導権争いに敗れたホッジャの提案は議論の対象にもならず、無視され忘れ去られてしまった。

### 中欧版ベネルクス構想、王党派による同君連合構想

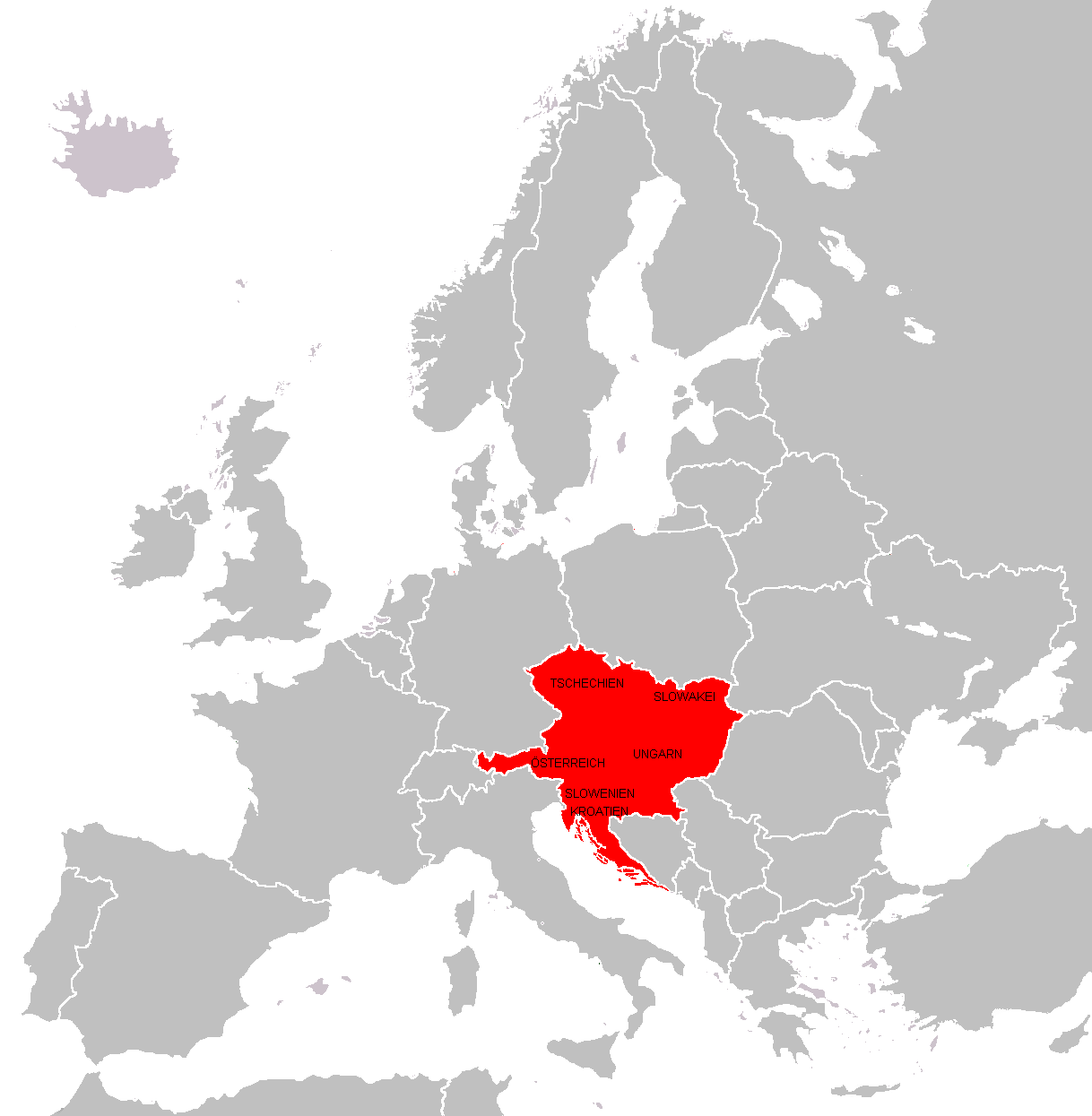
シュヴァルツ＝ゲルベ・アリアンツが提唱する新しいハプスブルク君主国の範囲。その領域はかつてのオーストリア＝ハンガリー帝国のものとは一致せず、南ティロルやガリツィア等は含まれない。

戦後、オーストリア第一共和国初代首相を務めたカール・レンナーが、オーストリアを再建した。レンナーはドナウ連邦論者として知られていたが、構想は実現しなかった。ハンガリーやチェコスロバキアは次々と共産主義国家となっていき、冷戦の時代に突入したのである。ヨーロッパは鉄のカーテンによって西欧と東欧の二つに分断され、「中欧」という地域区分は意味をなさなくなった。
しかし冷戦終結後の1990年代になると、中欧という概念が急速に復活した。1991年2月15日、ポーランド・チェコスロバキア・ハンガリーの旧「東欧」三国がヴィシェグラード・グループを結成したことは中欧地域の結合計画の萌芽といえたが、チェコスロバキアのビロード離婚によってこの試みは中断された。そもそも中欧諸国には、中欧という地域レベルでの結合よりもヨーロッパ共同体への参加に対する関心の方が強く、2016年現在ではすべての中欧諸国がヨーロッパ連合への加入を果たしている。
現在では、ハプスブルク家のもとで培われた600年以上の共通の歴史を背景として、中欧諸国の集合体を組織することでEUにおいてより大きな存在感を発揮しようという主張が根強くある。オーストリア首相（当時）のヴォルフガング・シュッセルが、「中欧版ベネルクス」を作って英独仏などのEUの大国に対抗しようと提唱したこともある。構想の仕掛人であるオーストリア政界関係者は、「いずれチェコなども拡大EUの中で小国の悲哀を知り、中欧諸国の大同団結の必要性をわかってくれるだろう」と語ったが、いまだ具体的な形にはなっていない。
また、オーストリアのシュヴァルツ＝ゲルベ・アリアンツやチェコのコルナ・チェスカなど、ハプスブルク家を共通の君主として戴く同君連合を樹立しようという王党派政党もいくつかある。2017年現在、これらの政党はいずれも弱小政党にとどまっている。しかし、度重なるEUの難民政策で国内問題が多発、中央銀行を抑えたドイツ中心の経済政策によりEU参加国が不利益を被り、発言権が低い中欧で新連邦思想が生まれている。カール・フォン・ハプスブルクを中心に、騎士団が復活し中欧各国の要人が入団し新たな連邦結成に向けた動きが始まっている。また、各国国内でも連邦結成の動きが見え始めている。

## 連邦案の具体的内容

### ポポヴィッチの著書『大オーストリア合衆国』

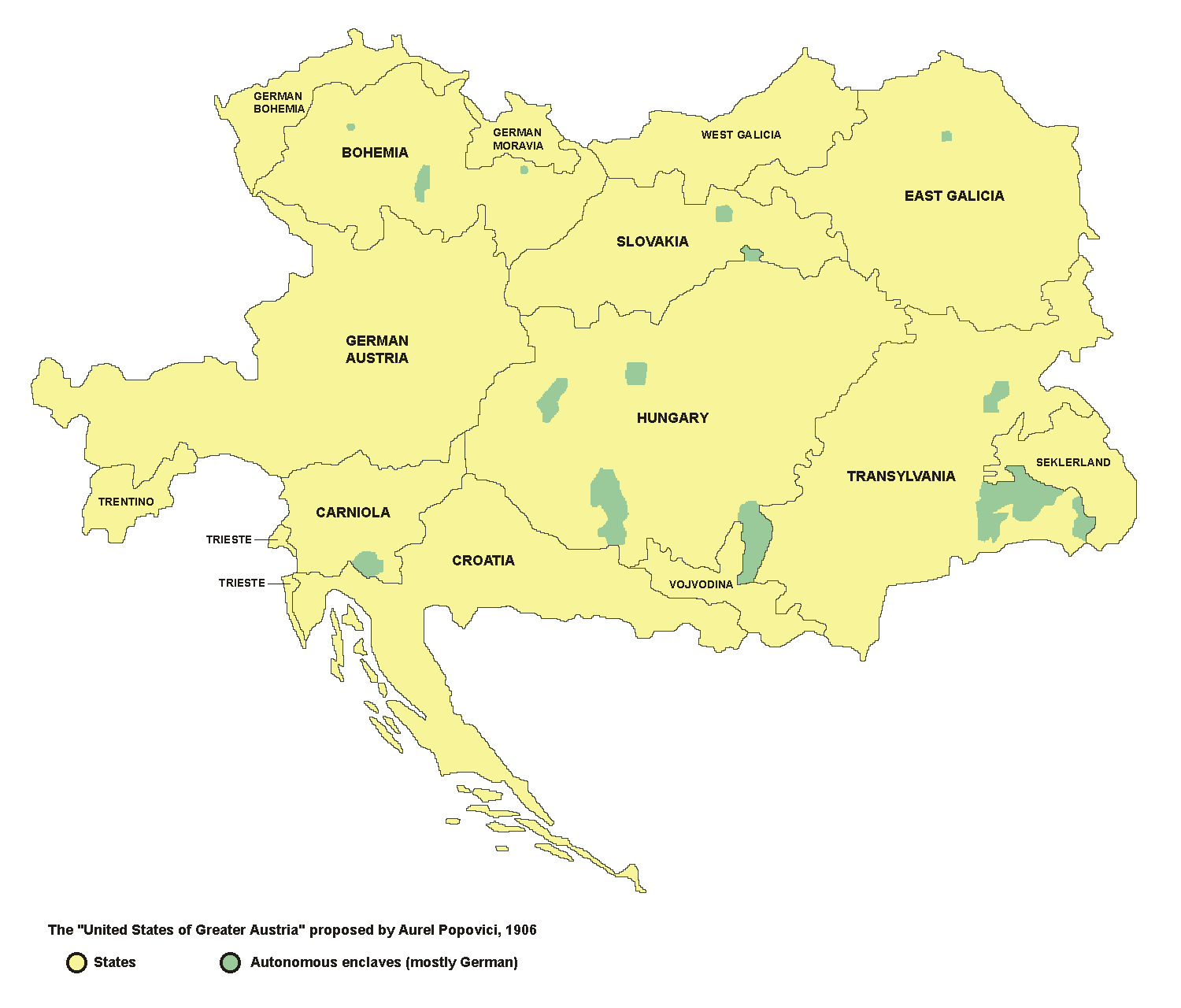
アウレル・ポポヴィッチによって提案された「大オーストリア合衆国」の案（1906年）。

ハプスブルク家の君主の不可侵性を謳いつつも、君主国全体を民族集団の分布に応じて15の「半主権的州（halbsouveräe Staaten）」に区分する。どのように線引きしても「国民の飛び地（nationale Enklave）」が生じてしまうため、各州には相互にマイノリティを保護する義務が課される。孤立したマイノリティが周辺の優勢国民に「有機的に」同化するのは仕方のないことでありむしろ有益であるとポポヴィッチは唱えたが、強制的な同化については強く否定した。想定された「半主権的州」は以下の15州である。
1. ドイツ・オーストリア
2. ドイツ・ボヘミア
3. ドイツ・モラヴィア
4. ボヘミア
5. スロヴァキア
6. 西ガリツィア
7. 東ガリツィア
8. ハンガリー
9. ゼクラーラント
10. トランシルヴァニア
11. トレンティーノ
12. トリエステ
13. クライン
14. クロアチア
15. ヴォイヴォディナ

各州は独自の政府・議会・司法を有し、外交・軍事・関税・法体系・主要鉄道網といった共通項については連邦政府が担う。連邦議会は二院制から成り、下院は完全男子普通選挙による選出、上院は従来の世襲議員の数を大幅に減らし法律家や技師など職能別に構成された議員を新たに追加する。合衆国の公用語はドイツ語だが、州レベルでは独自の公用語を定めることができる。
ポポヴィッチの『大オーストリア合衆国』はドイツ系勢力に広く受け入れられ、「大オーストリア」を志向する保守派や南スラヴ系のカトリック界からもある程度の支持を得たという。しかし、オーストリア=ハンガリー二重帝国の解消を意図したという点でハンガリー人の反発を受け、ドイツ人の中央集権主義を容認したという点でスラヴ系諸国民からも敵意の眼で見られた。

### ヤーシの著書『ハンガリーの将来とドナウ合州国』
「五民族地域（ハンガリー、オーストリア、チェコ、ポーランド、イリリア）」すなわちオーストリアの四分割と歴史的ハンガリーによって、民主的連邦制および民族自治を基礎とした東・南ヨーロッパを形成すべきと説いた。ヤーシのこの構想は、コシュートの「ドナウ連邦」構想を基礎としたものであり、歴史的・経済的・地理的に密接に結びついているこの「五民族地域」がそれぞれ独立国家を形成しても、各国間に新たな少数民族問題を抱え込むことになると主張した。1918年10月に出版されたヤーシの著書『ハンガリーの将来とドナウ合州国』によると、この連邦の制度は次のように規定される。
- 当該諸国は完全な独立を保持するが、防衛・関税・運輸・外交・および裁判権に関しては共同でこれを行う。
- 軍は、各該当国が国民軍を組織する。
- 五国は、友好の理念のもとに協力する。
- 連邦議会は、当該五国の首都において輪番で開催される。
- 各省は、当該諸国に均等に配置される。（一例として、内務省をウィーン、外務省をブダペスト、財務省をプラハ、運輸省をトリエステ、連邦裁判所をワルシャワに設置する。）
- 各国大使も、当該地域からの輪番とする。
- 言語は、連邦議会においては当該国の五言語（ドイツ語、ハンガリー語、チェコ語、南スラヴ語、ポーランド語）を共通語とする。（ドイツ語の歴史的位置は、ドナウ連邦でも維持されるであろう。）
- 連邦裁判所は、広範な民主主義を基礎に共同の理念からなる民族立法の執行を統制する。

#### ヤーシの「東のスイス」構想
民主主義体制下で民族相となったヤーシが、『ハンガリーの将来とドナウ合州国』の内容を実行に移そうとした時には、既に諸民族は分離・独立を宣言してしまっていた。そのためハンガリーと外部の連邦ではなく、独立志向の異民族を多く抱えるハンガリー国内に構想を適用することを迫られた。そしてトランシルヴァニア地方の「ルーマニア人民族会議」との交渉で議題に上げられたのが、ヤーシの「東のスイス」構想である。その内容は次のようなものであった。
- スイスの地方行政区画を例として、従来の県単位の行政組織を廃止し民族的な行政的・文化的自治区を再構成することで、少数民族地域の確立を保証する。その組織は、中央政府においても地域代表としての権限を有する。
- 過渡的措置として、ルーマニア人が多数を占める都市や村では、旧行政部門は維持されつつもルーマニア人民族会議に行政権が移譲される。ルーマニア人民族会議は、その地域においてハンガリー政府の代表（出先機関）ともなる。

トランシルヴァニア地方のルーマニア人たちは、この時期すでにルーマニア王国との接触を果たしており、完全な分離と主権獲得を望んでいた。あくまで歴史的な聖イシュトヴァーンの王冠の地の国家的統一を維持しようとするヤーシらハンガリー政府側とは相反する考え方であり、「ルーマニア人民族会議」との交渉は決裂せざるをえなかった。

### ホッジャの著書『中欧連邦：省察と回想』
四つのスラヴ諸国（ポーランド、チェコスロヴァキア、ブルガリア、ユーゴスラヴィア）および四つの非スラヴ諸国（オーストリア、ハンガリー、ルーマニア、ギリシア）の計八カ国、総人口1億1千万の地域を想定する非常に大規模な連邦構想であった。この構成は必ずしも固定的なものではなく、場合によってはアルバニアやトルコを含む可能性も示唆されていた。ヨーロッパ全体の連邦化に向けた第一歩になるとホッジャは述べており、ヨーロッパ統合のようなさらに大きな枠組みと両立するものと見なした。以下は、ホッジャの「中欧連邦」構想の概観である。
中欧連邦の元首は大統領であり、各国首相から構成される協議会（conference）および連邦議会において一年任期で選出される。連邦大統領は連邦首相および各大臣を任命するほか、連邦議会の決定に対して連邦政府あるいは各国議会より異議が出された場合に最終決定を下す権限を有する。連邦政府には、財務・対外貿易・外務・国防・通信・交通・法務といった省庁や連邦最高裁判所が設置されるほか、構成国間の利害調整を行う機関として連邦協力省（Federal Ministry of Co-operation）が置かれ、各国民の利益を代弁する無任所大臣が任命される。連邦政府の職員については、各国が定められた割合の人数を提供する。連邦予算は、各国政府によって徴収された連邦税によって賄われる。
連邦議会議員は各国議会より選出される。人口比で言えば百万人あたり一名の議員となるが、一国あたりの議員が10名以上15名以下となるよう調整される。連邦議会議員は各国議会の議員から構成され、各議員の任期は所属する各国議会の任期と同一とされる。連邦議会の公式言語は3分の2以上の多数決で決定されるが、各議員は15分間に限り同時通訳付きで自らの言語を使って演説することができる。連邦政府内の公式言語も議会と同一とされるが、案件が個々の政府内で処理される場合には当該国の公用語を使っても構わない。直接選挙で連邦議会議員を選出しない理由としては、各国の選挙制度が異なっており八カ国同時に選挙を実施するのが事実上困難なこと、「民意」の急激な変化を防ぎつつ各国政府の政策との連続性を確保すること、といった点が挙げられる。
財務大臣に責任を有する機関として連邦中央銀行が設置され、各国郵貯銀行の五割がその傘下に置かれる。連邦構成国では単一通貨が導入され、関税同盟を基礎とする経済共同体が形成される。加盟国間の関税については遅くとも五年以内に順次撤廃されるが、農業など特定の分野については供給過剰を防止するために一定程度の計画経済が導入される。計画そのものについては加盟国間の合意を前提に実施されるが、連邦外部との貿易については連邦経済省の専権事項となる。